# Anund Jonsson (Lejonansikte)
Anund Jonsson (Lejonansikte), död 1397, var en svensk lagman på Öland, riddare och riksråd. Han var svärfar till Anund Sture. 

## Biografi
Anund Jonsson (Lejonansikte) var son till Ingeborg Anundsdotter (Vingätten) och riddaren Jon Henningsson av den småländska ätt som senare kallats lejonansikte och är deras enda kända barn. Han ägde en fädernegård i Virstad i Högby socken, vilken han 1379 donerade till Vadstena kloster. Därtill ägde han förmodligen även Ringhult i Fagerhults socken, som var sätesgård för hans far och senare kom att innehas av hans ättling, Sten Sture den äldre. Anund Jonsson gav även flera andra betydande gåvor till Vadstena kloster, bland annat flera gårdar 1384 i samband med att han utsåg sina föräldrars gravplats i klostret. Anund Jonsson förekommer i skriftliga handlingar första gången 1371 då han deltog i stilleståndsfördraget, vilket visar att han tidigare befunnit sig på kung Albrekt av Mecklenburgs sida i kampen om kronan. Anund Jonsson förefaller under tiden framöver vara nära knuten till Erengisle Sunesson och Bo Jonsson och hade täta kontakter med dessa. 1389 stod han liksom dessa på Drottning Margaretas sida i striden om kronan och var pådrivande i det påbud om en gärd för "den stora nåd, tröst och hjälp" drottningen bevisat landet. 1395 deltog han som drottningens representant i fredsförhandlingarna med hansestäderna och Tyska orden om kung Albrekts frigivande. Kort före sin död bevittnade han som riksråd det avtal som slöts i Nyköping 1396 sedan Erik av Pommern krönts till kung.

## Familj
Anund Jonsson var först gift med Ramborg Israelsdotter (Finstaätten), och sedan med Agneta Niepertz. Dottern i det senare giftet (inte i det första), Christina Anundsdotter (Lejonansikte), blev farmor till riksföreståndaren Sten Sture den äldre, och var farmors farmor till kung Gustav Vasa.